# Oelsnitz-Niegeroda
Oelsnitz-Niegeroda ist ein Ortsteil von Lampertswalde, Sachsen im Landkreis Meißen. 1990 hatte die ehemals selbständige Gemeinde 342 Einwohner.

## Geschichte
Die erste urkundliche Erwähnung ist auf das Jahr 1220 bei der Übergabe der Lampertswalder Kirche durch den Markgrafen aus dem Naumburger Bistum an das Bistum Meißen datiert. Zu diesem Zeitpunkt existierte bereits ein Dorf mit Kirche. 1298 war Ritter Ulrich von Olsnitz (Ulricus miles dictus Olsnitz) Zeuge bei einer Belehnung zu Meißen.
1446 wurden die sechs Gebrüder von Betschitz mit dem Dorf und dem Gut belehnt, wahrscheinlich da das Geschlecht von Olsnitz ausgestorben war. 1508 dann verkauften die von Wolfsdorf ihren Besitz in Oelsnitz (einige Güter) an den Prior zu Hain. 1537 gehörte Oelsnitz mit Gut den Krakauern, 1564 wurden Gut und Dorf Oelsnitz an Haubold von Maltiz verkauft. Die von Maltitz hatten ihren Sitz in Elsterwerda und überließen nach dem Tod des Hans von Maltitz das Gut dem Pächter Hollisch, einem Bürger aus Hain.
1609 kaufte Mattheußen, Gastwirt und Ratsverwalter aus Hain, das verschuldete Gut und Dorf vom Geschlecht Maltitz auf. Im Jahr 1621 musste das Vorwerk Oelsnitz mit noch drei anderen die Wache „uffs Schloß Hain“ leisten. In den Jahren von 1637 bis 1644 war das Gut gantz öde und wüste liegen blieben, weil das Dorf während des Dreißigjährigen Krieges stark in Mitleidenschaft gezogen wurde, besonders während der Belagerung von Großenhain 1642 durch Schwedische Truppen. Nach dem schwedischen Einfall in Sachsen unter Karl dem XII. lagerte 1706 in Oelsnitz ein schwedisches Korps, sodass die Oelsnitzer im darauf folgenden Jahr 3000 Gulden schwedische Kontribution zahlen mussten.
1721 wird die Windmühle wieder in Betrieb genommen; in den kommenden Jahren wechselte das Gut des Öfteren den Besitzer: 1748 gelangte das Gut nach einer Versteigerung in den Besitz des Magisters Johann Christian Bürger, Pfarrer zu Bernsdorf. Zwei Jahre später, 1750, wurde das Gut an Frau Christiane Margarete von Walter, Witwe des Hofrates Leopold von Walter in Dresden, 1805 an den Pächter des Rittergutes Linz, Johann Gottlob Sommer, 1807 an Geheimrat Graf Ernst Heinrich von Hagen verkauft und 1817 an Premierleutnant Moritz Ferdinand von Gabelenz versteigert.
1818 wurde ein Schulhaus erbaut. Bis dahin mussten die Kinder den Unterricht in Skäßchen besuchen, wo es nur ein Klassenzimmer in der Gastwirtschaft gab, die neben der späteren Schule stand. 1838 erlangte Dr. Gley den Besitz des Ritterguts, im folgenden Jahr der Erblehnrichter Stölzel. 1852 aber brannte fast ganz Oelsnitz nieder; ab 1858 besaß Konstantien Sauber das Gut, und 1877 wurde eine neue Schule gebaut. 1892 kaufte Richard Leuthold aus Dresden das Rittergut, der es bis zur Zwangsversteigerung 1933 bewirtschaftete. Das Rittergut Oelsnitz hatte zu Beginn des 20. Jahrhunderts eine Käserei.
1912 erfolgte die Elektrifizierung des Dorfes. Im Jahre 1933 erwarb Margarete Thost das Gut, zwei Jahre später Landwirt Köhler; Oelsnitz erhält nun eine Straßenbeleuchtung. Am 1. Januar 1973 entstand die Landgemeinde Oelsnitz-Niegeroda aus dem Zusammenschluss beider vormals eigenständigen Ortschaften; 1994 wurde der Doppelort nach Weißig am Raschütz eingemeindet. Mit Auflösung der Gemeinde Weißig am Raschütz kam Oelsnitz-Niegeroda am 1. Januar 2012 zu Lampertswalde.
2008 wurden in Oelsnitz Urnengräber aus der Jungbronzezeit entdeckt.

## Politik
Bei den Landtags- und Bundestagswahlen 1990 errang die CDU eine Zweidrittelmehrheit.

## Sehenswürdigkeiten

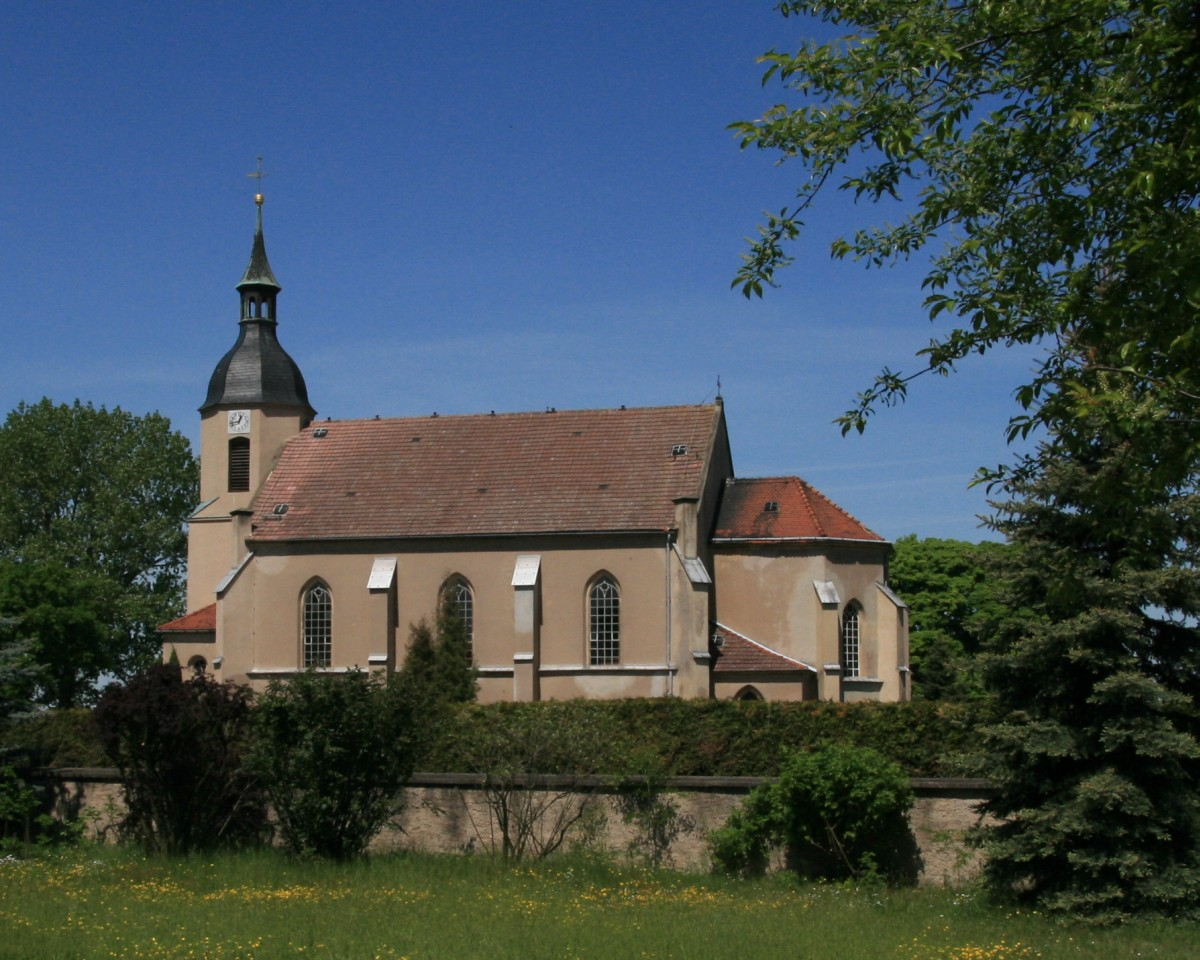
Dorfkirche Oelsnitz

- Dorfkirche Oelsnitz, entstanden um 1866[5]
- Herrenhaus Oelsnitz aus dem Jahre 1818 mit modernem Saal
- Taubenhaus am Herrenhaus

Das Herrenhaus hatte bis vor kurzem einen Balkon, der auf vier dorischen Säulen ruhte. Wegen Baufälligkeit musste dieser abgerissen werden.